# Sønder Felding (parochie)
Sønder Felding is een parochie van de Deense Volkskerk in de Deense gemeente Herning, rond de plaats Sønder Felding. De parochie maakt deel uit van het bisdom Viborg en telt 1880 kerkleden op een bevolking van 2055 (2004). 
De parochie maakte tot 1970 deel uit van Hammerum Herred.  In dat jaar werd de parochie opgenomen in de nieuwe gemeente Aaskov. Deze ging in 2007 op in de vergrote gemeente Herning.